# Maria Fälth
Anna Maria Fälth, född 4 februari 1963 i Huskvarna, är en svensk politiker (kristdemokrat). Hon var riksdagsledamot (statsrådsersättare respektive tjänstgörande ersättare) under en kort period 2010 respektive 2012–2013 för Stockholms läns valkrets.
Fälth var mellan 2006 och 2014 kommunalråd och ordförande i Upplands Väsby kommuns social- och äldrenämnden. Efter valet 2014 blev hon ersättare i Landstingsfullmäktige i Stockholms läns landsting. Hon var mellan 2009 och 2014 också ordförande i det Kristdemokratiska kvinnoförbundet. Den 5 oktober 2010 samt från 15 oktober 2012 till 1 januari 2013 tjänstgjorde hon som ersättare för Mats Odell i Sveriges riksdag.